# Golfrevue
Die Golfrevue war von 1978 bis 2021 ein Golf- und Lifestyle-Magazin, das in Österreich und Nachbarländern erschien. Es war für viele Jahre das offizielle Magazin des Österreichischen Golf-Verbandes. Die letzte Ausgabe erschien im November 2021, danach wurde das Magazin eingestellt.

## Rückblick
Die Golfrevue erschien viermal jährlich (plus eine Sonderausgabe) in der VGN Medien Holding. Letzter Chefredakteur war Gerhard Krispl. Das Magazin arbeitet mit Fotografen wie Christian Jungwirth zusammen.
Seit 1978 veröffentlichte die Golfrevue Reportagen über Golfplätze, Porträts von Spitzenspielern und berichtete über neue Entwicklungen bei Schlägern. Darüber hinaus deckte die Golfrevue ein weites Themenspektrum ab: Essen und Trinken, Autos, Uhren, Reisen, Restaurants und Mode. Ein Jahr lang ließ das Magazin seine Titelseiten von Künstlern wie Hermann Nitsch und Herbert Brandl gestalten.